# Patryk Akala
Patryk Akala (ur. 12 października 1988) – polski siatkarz, grający na pozycji środkowego. 

## Sukcesy klubowe
Mistrzostwo I ligi:
- 2017